# Bombarda (instrumento musical)
La bombarda es un instrumento de viento madera de doble lengüeta, formado por un tubo cónico con orificios. El sonido se obtiene mediante un potente soplo del intérprete en la embocadura del instrumento, situando la doble lengüeta entre los labios y las distintas notas musicales se ejecutan tapando los orificios del tubo. Es miembro de la familia de los oboes y sus características son similares a la chirimía y a la dulzaina. Tiene un sonido amplio y muy potente, vagamente parecido al de la trompeta.
En el ámbito de la música clásica estuvo en uso hasta el siglo XVIII.
Continuó empleándose en la música tradicional, especialmente en la región bretona. En bretón se le llama ar borvard o an talabard, y en francés bombarde. 

## Descripción
La bombarda está formada por tres partes:
- Cuerpo: ligeramente cónico y recto, consta de seis o siete agujeros (o más si se le añaden llaves).
- Pabellón: hecho con otra pieza de la misma madera, es de forma acampanada, y se encaja con el extremo inferior del tronco.
- Embocadura: lleva encajada una lengüeta doble.

El instrumento se fabrica con un tipo de madera duro, como boj, peral, guayacán, palisandro o ébano; y puede ir decorado con anillos de estaño, de cuerno, de diversas maderas o incluso de marfil.
Su tonalidad es generalmente en si bemol, en dos octavas (diatónicas), igual que en la gaita escocesa que se emplea en Bretaña (no así la usada en la propia Escocia, que está en la). Existen bombardas en muchas otras tonalidades (fa, sol, sol#, la, sib, si, do, re), según la región.
La bombarda posee un sonido claro y potente, que llega lejos. De hecho, exige soplar mucho y un bombardista raramente puede tocar durante mucho tiempo. Habitualmente, la bombarda realiza una frase musical y a continuación el instrumentista se recupera mientras la gaita repite la frase.
Suele tocarse en pareja, formando dúo con la gaita bretona, el biniou kozh o el biniou braz, una gaita parecida a la gaita escocesa. Ambos instrumentos acompañan las danzas bretonas y son la base instrumental del bagad. La bombarda puede ser acompañada por un órgano en las representaciones más concertantes.

## Intérpretes

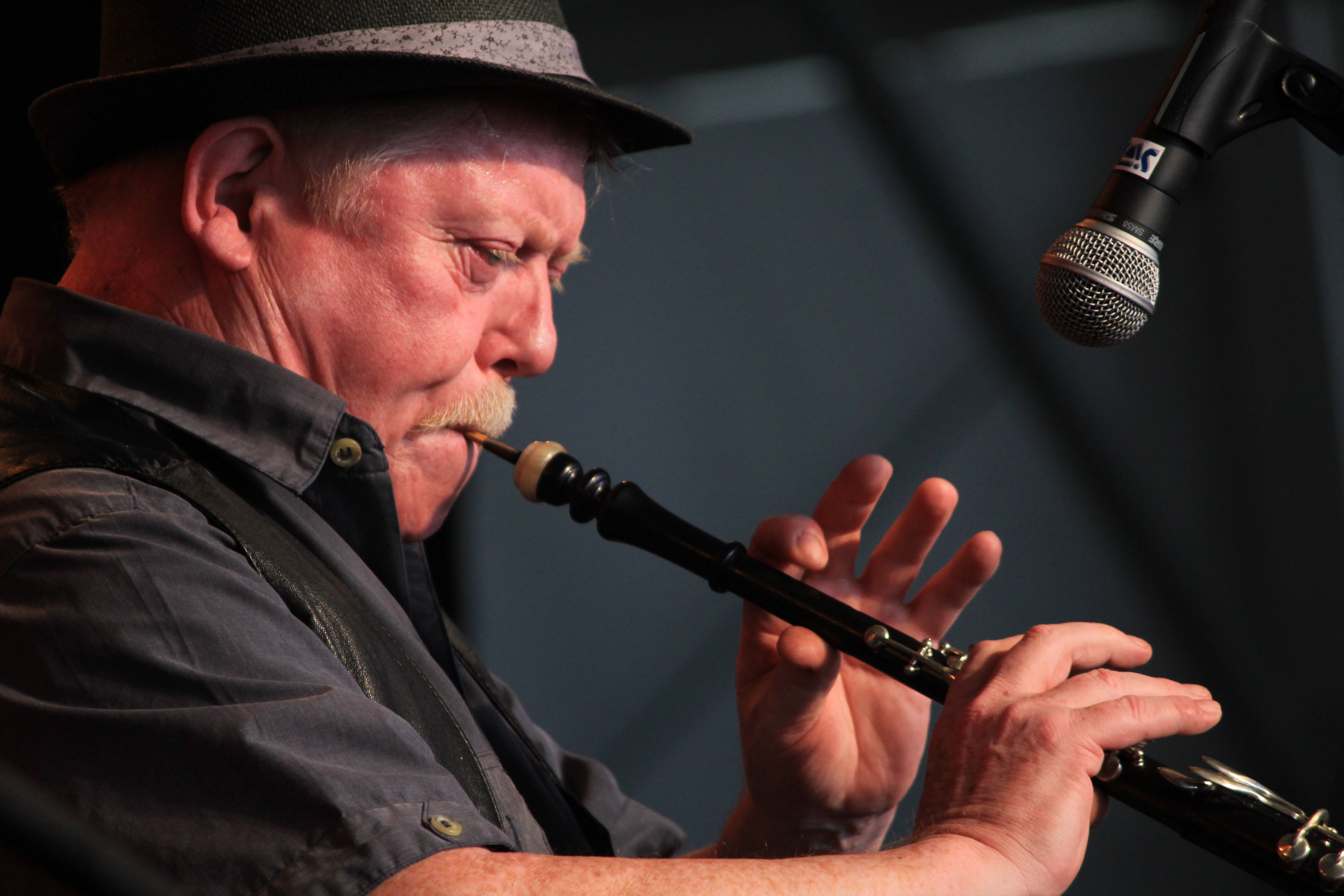
Youenn Le Bihan.

- Josick Allot
- Jean Baron
- Eric Beaumin
- Cyrille Bonneau
- Jorj Botuha
- Christophe Caron
- Georges Epinette
- Christian Faucheur
- Daniel Feon
- Erwan Hamon
- Stéphane Hardy
- Yann Kermabon
- Youenn Le Bihan
- Sabine Le Coadou
- Ivonig Le Mestre
- André Le Meut
- Jil Lehart (Gilles Lehart)
- Gildas Moal
- David Pasquet
- Serge Riou
- Mathieu Sérot

## Fabricantes de instrumentos
- Axone (Jean-Luc Ollivier)
- Christian Besrechel
- Jorj Botuha
- Youenn Le Bihan
- Yvon Le Coant
- Rudy Le Doyen
- Dorig Le Voyer
- Jil Lehart (Gilles Lehart)
- Hervieux & Glet
- Éric Ollu

## Grabaciones
- Evit Dañsal. Jil Lehart y Daniel Féon.
- An disput. Gildas Moal y René Chaplain.
- Plijadur. Jorj Botuha, con Pascal Guingo, Philippe Quillay, Pascal Marsault.
- Kerzh Ba'n Dañs. Skolvan.